# La Gran Conversación
La Gran Conversación es el continuo proceso de referencia, construcción y refinamiento de escritores y pensadores sobre el trabajo de sus predecesores. Este proceso se caracteriza por autores del canon occidental quienes hacen comparaciones o alusiones a las obras de escritores anteriores. Esta idea se utiliza en la promoción de los Grandes Libros del Mundo Occidental publicados por Encyclopædia Britannica Inc. en 1952. También es el título del primer volumen de la primera edición de este conjunto de libros, escrito por el teórico de la educación Robert Maynard Hutchins, y de un volumen accesorio a la segunda edición (1990), escrito por el filósofo Mortimer J. Adler.

Según Hutchins, "La tradición de Occidente está encarnada en la Gran Conversación que comenzó en los albores de la historia y que continúa hasta nuestros días". Adler dijo:
Lo que une a los autores en una comunidad intelectual es la gran conversación en que participan. En las obras que vienen posteriormente en el curso de los años, encontramos autores que escuchan lo que sus predecesores han tenido que decir sobre esta idea o aquella, sobre este tema o aquel otro. No solo atienden al pensamiento de sus predecesores, sino que también responden comentando de diversas maneras.